# 恐妻党総裁に栄光あれ
『恐妻党総裁に栄光あれ』（きょうさいとうそうさいにえいこうあれ）は、1960年5月10日に公開された日本映画。モノクロ。東宝スコープ。84分。

## 概要
未来の政界を背景に、恐妻家の政治家などが「恐妻党」という新党を誕生させ、妻たちと張り合い、これに新聞記者の若山がからむ内容。山本嘉次郎が出演している珍しい作品でもある。
プロローグとエンディングでは、弘之進博士役の有島一郎が「ストーリーテラー」としても登場する。
音楽を担当した宮内国郎は、本作品で初めて映画音楽を手掛けた。宮内は、最初の作品であったことから監督の青柳信雄にも心配をかけたと述懐している。

## キャスト
- 若山春彦：高島忠夫
- 早川鮎子：白川由美
- 藤原弘之進博士：有島一郎
- 藤原弘次郎博士：山本嘉次郎
- 鳥子夫人：沢村貞子
- 竹内文教大臣：十朱久雄
- よし子夫人：久慈あさみ
- 荒川委員長：千葉信男
- 増子夫人：清川虹子
- 三原国防大臣：田武謙三
- 大野木代議士：森川信
- 花代夫人：北川町子
- 岩田首相：菅原通済
- 谷村外交大臣：渡辺篤
- あさ子夫人：一の宮あつ子
- 大川幹事長：沢村いき雄
- 大川幹事長夫人：水の也清美
- 首相秘書官：平凡太郎
- デスク：丘寵児
- 横山：堤康久
- 福沢：児玉清
- 運転手土屋：由利徹
- 荒川の子供・治：伊東隆
- テレビアナウンサー：向井淳郎、橘正晃
- 巫女：若水ヤエ子

## スタッフ
- 監督：青柳信雄
- 原作・脚本：川内康範
- 製作：藤本真澄
- 撮影：小泉福造
- 美術：植田寛
- 録音：刀根紀雄、宮崎正信
- 照明：金子光男
- 音楽：宮内国郎
- 編集：武田うめ
- 監督助手（チーフ）・チーフ助監督：高橋薫明
- 製作担当者・製作担当：森田信

## 同時上映
『別離の歌』
- 脚本：新井一／監督：瑞穂春海／主演：水原弘